# Cruz de Chocamán
Cruz de Chocamán är en ort i Mexiko.   Den ligger i kommunen La Perla och delstaten Veracruz, i den sydöstra delen av landet, 210 km öster om huvudstaden Mexico City. Cruz de Chocamán ligger 2 508 meter över havet och antalet invånare är 846.
Terrängen runt Cruz de Chocamán är kuperad åt sydost, men åt nordväst är den bergig. Runt Cruz de Chocamán är det ganska tätbefolkat, med 199 invånare per kvadratkilometer. Närmaste större samhälle är Orizaba, 15,6 km sydost om Cruz de Chocamán. I omgivningarna runt Cruz de Chocamán växer huvudsakligen savannskog.